# Martin Meixner
Martin Meixner (* 1981 in Ulm) ist ein deutscher Jazzmusiker (Piano, Hammondorgel, Komposition).

## Leben
Meixner begann im Alter von fünf Jahren klassisches Klavier zu spielen. Beeinflusst durch seinen Vater, der als Musikschullehrer auch eine Big Band leitete, begann er als Jugendlicher bereits in diversen Jazzensembles. Er war 1997/1998 Gaststudent an der Berufsfachschule für Musik in Krumbach und studierte dort zwischen 1999 und 2001 als Vollstudent bei Marcus Baader Jazz-Piano. Von 2002 bis 2005 studierte er Jazz-Piano an der Staatlichen Hochschule für Musik und Darstellenden Kunst Mannheim bei Joerg Reiter.

## Wirken
Seit 2005 teilte Meixner er die Bühne und das Studio mit nationalen und internationalen Künstlern wie Dannielle DeAndrea, Roachford, Fola Dada, Cassandra Steen, Stephan Eicher, Xavier Naidoo, Joo Kraus, Hellmut Hattler, Wolfgang Niedecken, L’Aupaire, Flo Mega, Weeland. Mit Andreas Maile, Jens Loh und Marcel Gustke gründete er das Quartett Hippie. Im Trio Organic News spielte er mit Klaus Graf und Michael Kersting. 
Gemeinsam mit Christian Huber, Franziska Ameli Schuster, Sebastian Flach und Simon Seeleuther spielte er bei Snaf.
Meixners aktuelle Bandprojekte sind das Organ Trio MXDMCN mit Christoph Neuhaus und Daniel Mudrack, das Duo DADA & MEIXNER mit Fola Dada sowie sein Piano-Solo-Projekt RAPHA mit unterschiedlichen Gästen. Für sein Debütalbum Up On a Hill (2016) erhielt er den Innovationsgutschein Baden-Württemberg für Kunst & Kultur, für den er zusammen mit dem Kameramann Kyrill Ahlvers (Silbersalz) und dem Filmregisseur Nils Otte (Bilderfest) in Norwegen ein Musikvideo produzierte; die Zusammenarbeit wurde von der Filmakademie Ludwigsburg unterstützt.
Im Jahr 2016 gründete Meixner das Label meiXmusic productions. Seit 2017 begleitet er als Keyboarder Gaby Moreno bei Tourneen in Europa. Er ist auch auf Alben der Steffen Waltenberger Band und dem Siyou Gospel Project zu hören.
Mit diversen Musikern und eigenen Projekten spielte Meixner auf renommierten Jazzfestivals wie z. B. Jazz Festival Montreux, Jazzopen Stuttgart, Jazzweekend Regensburg, Jazz an der Donau, Bohemia Jazzfest (Pilsen, Domazlice, Tabor), Getxo Jazz Festival, Jazz Hoeilaart.
Seit 2019 gibt Meixner diverse Hammond Workshop u. a. an der Popakademie Mannheim und ist Dozent für das Fach Hammondorgel / Jazzorgel und Ensemble im Bereich Jazz- und Popularmusik an der Hochschule für Musik und Darstellenden Kunst in Stuttgart.

## Diskographie (Auswahl)

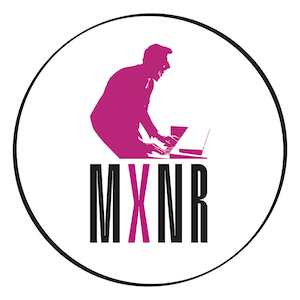
MXNR Logo Martin Meixner

- 2014: Hippie: Hippie (HGBSBlue, mit Andreas Maile, Jens Loh, Marcel Gustke)
- 2015: Gee Hye Lee: Password: I Love Jazz (HGBS)[7]
- 2016: Up On a Hill (meiXmusic)
- 2016: Organic News: Game On (mochermusic, mit Klaus Graf, Michael Kersting)
- 2018: Matchtape (Album, Flavoredtune)[8][9][10]
- 2019: Martin Meixner, Alex Wignall: Sillage Shift (Album, Flavoredtune)
- 2020: Saved by Grace (Album, meiXmusic)
- 2021: Meinsdeins: Lockdown Lounge (Album, meiXmusic)
- 2021: Erntezeit (SEVENARTS/SAGONAUT, mit Ulrich Zehfuss)[11]
- 2022: Pink Melody (EP)
- 2024: RAPHA (Single)
- 2024: Melissa (Single)

## Preise und Auszeichnungen
Im Jahr 1997 war Meixner 2. Preisträger Jugend jazzt in Marktoberdorf. 2008 erhielt er mit seinem Hammond Orgel Quartett „mit4spiel5“ den 1. Preis beim internationalen Wettbewerb Startbahn Jazz in Straubing sowie 2009 beim renommierten internationalen Wettbewerb Jazz Hoeilaart in Belgien.